# Специальные правила безопасности

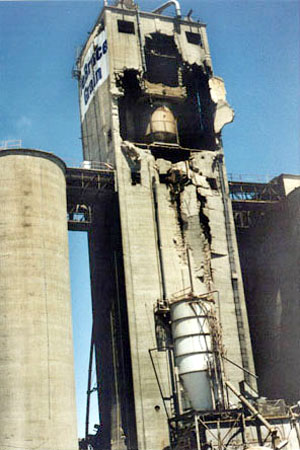
Последствия нарушения специальных правил на взрывоопасном объекте

Специальные правила безопасности — порядок обращения с источниками повышенной опасности, установленный нормативно и обеспечивающий безопасные условия взаимодействия с ним. Выполнение правил должно обеспечивать максимальную защиту от неблагоприятных последствий в случае выхода источника повышенной опасности из-под контроля с учетом технических возможностей систем и психофизиологических особенностей операторов.
Лица, использующие специальные правила, должны пройти соответствующее обучение, иметь специальную подготовку и быть допущены в установленном порядке к использованию источника повышенной опасности.

## Преступления
В Уголовном кодексе Российской Федерации содержится 32 нормы, предусматривающие ответственность за нарушение специальных правил, в том числе 18 статей предусматривающих ответственность за нарушение правил безопасности.
Преступления, связанные с нарушением специальных правил безопасности, посягающие на общественные отношения:
- ст. 215 УК РФ — нарушение правил безопасности на объектах атомной энергетики;
- ст. 216 УК РФ — нарушение правил безопасности при ведении горных, строительных или иных работ;
- ст. 217 УК РФ — нарушение правил безопасности на взрывоопасных объектах;
- ст. 218 УК РФ — нарушение правил учета, хранения, перевозки и использования взрывчатых, легковоспламеняющихся веществ и пиротехнических изделий;
- ст. 219 УК РФ — нарушение требований пожарной безопасности.

Преступления, связанные с нарушением специальных правил безопасности, посягающие на общественные отношения в сфере экологической безопасности: ст.ст. 246–248 УК РФ, ст. 251 УК РФ, ст.ст. 255–258 УК РФ.
Преступления, связанные с нарушением специальных правил безопасности, посягающие на безопасность дорожного движения: ст. 263 УК РФ, ст. 264 УК РФ, ст. 268 УК РФ, ст. 269 УК РФ.
Преступления, связанные с нарушением специальных правил безопасности в сфере военной службы: ст.ст. 340–344 УК РФ, ст.ст. 348–351 УК РФ.